# Plicatulostrea
Plicatulostrea is een geslacht van tweekleppigen uit de  familie van de Plicatulidae.

## Soorten
- Plicatulostrea anomioides (Keen, 1958)
- Plicatulostrea onca Simone & Amaral, 2008